# Galumna sinuofrons
Galumna sinuofrons är en kvalsterart som beskrevs av Arthur P. Jacot 1922. Galumna sinuofrons ingår i släktet Galumna och familjen Galumnidae. Inga underarter finns listade i Catalogue of Life.